# Acropora multiacuta
Acropora multiacuta là một loài san hô trong họ Acroporidae. Loài này được Nemenzo mô tả khoa học năm 1967.